# Vinh Yen
Vinh Yen (em vietnamita: Vĩnh Yên) é uma cidade no Vietnã, capital da província de Vinh Phuc, no norte do país, e o principal aglomerado urbano da localidade. Possui uma área de 50,87 km². Sua população, em 2009, era de 94 294 habitantes.
Vinh Yen possui nove unidades administrativas, as quais são: Lien Bao, Ngo Quyen, Xishan, Dong Tam, Hoi Hop, Khai Quang, Dong Da, Dinh Trung e Thanh Tru.